# Guazzora
Guazzora (La Guasura in dialetto tortonese) è un comune italiano di 279 abitanti del Tortonese nella provincia di Alessandria, in Piemonte.

## Storia

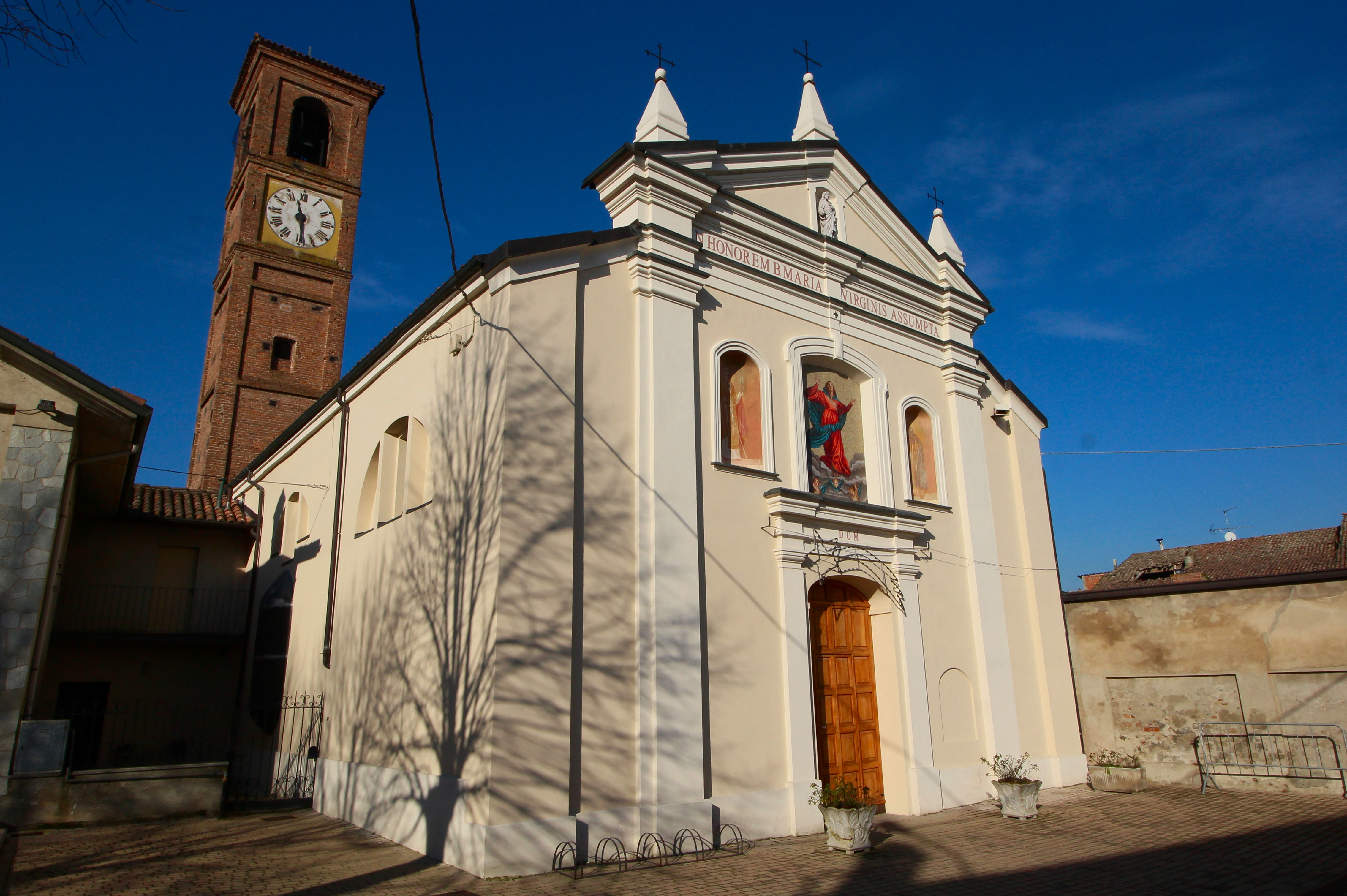
La parrocchiale di Santa Maria Assunta, consacrata nel 1753

Il nome di Guazzora deriva da sguazzo, guazzatoria o dai guadi che, obbligatoriamente, si dovevano attraversare per trasferirsi a piedi, o con barche, dal Tortonese alla Lomellina, al Vogherese, al Pavese separati dai fiumi Tanaro e Scrivia qui confluenti nel Po.
L'abitato vero e proprio venne eretto nel XIII secolo e dipese amministrativamente dal comune e dal principato di Pavia, nonostante la sua vicinanza a Tortona. Fino al 1100 vi regnò la signoria nobiliare vogherese dei Corti, a cui Matteo Visconti assegnò, nel 1314, il castello di Montemerso, il controllo dei passaggi sul Po e la custodia dei porti. Alla fine del XV secolo Michele dei Nobili di Guazzatoria stabilì un nuovo transito verso l'isola di Garda. Nel 1507 i nobili Corti risultavano ancora abitare nella zona, mentre un secolo più tardi, nel 1644, risultavano trasferiti a Pavia. Nel 1700 venne infeudata ai nobili Biglia.
Storicamente e culturalmente legata al Pavese fin dai suoi inizi, nel 1748 Guazzora passò al Piemonte e fu integrata nella provincia di Voghera da cui fu separata amministrativamente con il regio editto del 10 novembre 1818 per essere unita al Circondario di Tortona nel mandamento di Sale.

### Simboli
Lo stemma e il gonfalone del comune di Guazzora sono stati concessi con decreto del presidente della Repubblica del 25 giugno 1990.
Il gonfalone è un drappo partito di rosso e di azzurro.

## Monumenti e luoghi d'interesse
- Chiesa di Santa Maria Assunta, del XVII secolo.

## Società

### Evoluzione demografica
Abitanti censiti

## Amministrazione
Di seguito è presentata una tabella relativa alle amministrazioni che si sono succedute in questo comune.
| Periodo        | Periodo        | Primo cittadino    | Partito                          | Carica               | Note  |
| -------------- | -------------- | ------------------ | -------------------------------- | -------------------- | ----- |
| 1º luglio 1985 | 22 maggio 1990 | Pierino Cereda     | Partito Socialista Italiano      | Sindaco              | [ 8 ] |
| 22 maggio 1990 | 24 aprile 1995 | Pierino Cereda     | Partito Socialista Italiano      | Sindaco              | [ 8 ] |
| 24 aprile 1995 | 14 giugno 1999 | Pierino Cereda     | centro-sinistra                  | Sindaco              | [ 8 ] |
| 14 giugno 1999 | 14 giugno 2004 | Pierino Cereda     | lista civica                     | Sindaco              | [ 8 ] |
| 14 giugno 2004 | 8 giugno 2009  | Piera Vignoli      | lista civica                     | Sindaco              | [ 8 ] |
| 8 giugno 2009  | 26 maggio 2014 | Pierino Cereda     | lista civica: costituzione       | Sindaco              | [ 8 ] |
| 26 maggio 2014 | 15 giugno 2022 | Pierino Cereda     | lista civica: costituzione       | Sindaco              | [ 8 ] |
| 15 giugno 2022 | 14 maggio 2023 | Cristiano Cervetti | lista civica: costituzione       | Vicesindaco reggemte | [ 8 ] |
| 14 maggio 2023 | in carica      | Cristiano Cervetti | lista civica: lealtà trasparenza | Sindaco              | [ 8 ] |